# 7 Billion Humans
7 Billion Humans là một game giải đố được phát triển bởi studio Tomorrow Corporation của Mỹ, phát hành vào ngày 23 tháng 8 năm 2018 cho Microsoft Windows, macOS và Linux, và còn phát triển trên cả Nintendo Switch. Được thiết kế như một phần tiếp theo của Human Resource Machine, người chơi giải các câu đố thông qua việc di chuyển nhiều khối dữ liệu với người nhân viên, sử dụng ngôn ngữ lập trình trong trò chơi.

## Lối chơi
Tương tự như Human Resource Machine, người chơi được giao hơn 60 câu đố lập trình, điển hình liên quan đến sự di chuyển của các khối dữ liệu số của người nhân viên. Ví dụ, một tác vụ có thể yêu cầu người chơi lập trình cho nhân viên sắp xếp các số trên các khối dữ liệu theo thứ tự. Ngôn ngữ lập trình tương tự như hợp ngữ, cho phép các vòng lặp, logic, lưu trữ bộ nhớ và tính toán đơn giản. Chương trình tương tự được sử dụng để điều khiển đồng thời tất cả mọi người, nhưng cho phép mỗi người theo logic riêng của mình thông qua dự án dựa trên trạng thái hiện tại của họ, chẳng hạn như di chuyển sang trái hoặc phải dựa trên việc so sánh giá trị của khối dữ liệu họ đang giữ. Người nhân viên sẽ chạy qua chương trình cho đến khi giải pháp chương trình được đáp ứng hoặc tất cả mọi người đi đến cuối chương trình và giải pháp vấn đề không được đáp ứng, trong trường hợp đó, người chơi phải làm lại chương trình. Người chơi có thể bước qua chương trình và chọn bất kỳ nhân viên riêng lẻ nào để xem tiến trình của họ thông qua chương trình cho mục đích gỡ lỗi.
Khi người chơi đạt được giải pháp làm việc cho một vấn đề nhất định, trò chơi sẽ mô phỏng 25 trường hợp bổ sung khi các yếu tố ngẫu nhiên (như giá trị của khối dữ liệu) thay đổi, điều này có thể khiến chương trình bị lỗi và yêu cầu người chơi phải tính đến điều đó. Mặt khác, người chơi sau đó được xếp hạng theo số bước chương trình họ có và số giây (chu kỳ) để chương trình hoàn thành, được đo dựa trên các điểm trung bình do Tomorrow Corporation xác định. Hầu hết các màn chơi trong game cung cấp hai thử thách tùy chọn, để đánh bại các bước trung bình và giây trung bình với tối ưu hóa chương trình của họ; đôi khi chúng là các mục tiêu đường kính và không cần phải hoàn thành trong cùng một chương trình. Các câu đố khác là hoàn toàn tùy chọn, đòi hỏi người chơi phải xử lý bằng các kỹ thuật tiên tiến hơn.